# Rafael Diego de Souza
Rafael Diego de Souza, meglio noto come Rafael (Porto Alegre, 8 luglio 1986), è un ex calciatore brasiliano, di ruolo difensore.

## Carriera

### Club
Ha giocato nella massima serie dei campionati brasiliano ed emiratino, e nella seconda divisione brasiliana.